# Royal Naval Museum
Het Royal Naval Museum is een museum over de geschiedenis van de Britse Royal Navy, gevestigd in Portsmouth (Engeland).

## Geschiedenis
Het Royal Naval Museum in Portsmouth (toen nog Dockyard Museum) werd opgericht in 1911. Machtsverval teisterde Groot-Brittannië in de 19e eeuw. Haar onbetwiste superioriteit nam af: ze kwam voor uitdagingen binnen hun imperium te staan. Duitse, Amerikaanse en Franse concurrentie in de economische, industriële en maritieme gebieden groeide en de Britten richtten in een verwoede poging hun macht te laten zien een museum op. Het Royal Navy Museum is er nu op gericht mensen eraan te herinneren dat minder dan een eeuw geleden de vloot van de Royal Navy over alle zeeën van de wereld heerste.